# 17193 Алєксєйбаран
17193 Алєксєйбаран (1999 XC205, 1997 GH31, 1998 QK100, 17193 Alexeybaran) — астероїд головного поясу, відкритий 12 грудня 1999 року.
Тіссеранів параметр щодо Юпітера — 3,581.